# Comuna de Łososina Dolna
Łososina Dolna (polaco: Gmina Łososina Dolna) é uma gminy (comuna) na Polónia, na voivodia de Pequena Polónia e no condado de Nowosądecki.
De acordo com os censos de 2004, a comuna tem 9672 habitantes, com uma densidade 114,7 hab/km².

## Área
Estende-se por uma área de 84,31 km², incluindo:
- área agricola: %
- área florestal: 31%. Stanowi to 5,44%

Esta comuna representa 31%. Stanowi to % da área do condado.

## Subdivisões
- Białawoda, Bilsko, Łęki, Łososina Dolna, Łyczanka, Michalczowa, Rąbkowa, Skrzętla-Rojówka, Stańkowa, Świdnik, Tabaszowa, Tęgoborze, Witowice Dolne, Witowice Górne, Wronowice, Zawadka, Znamirowice, Żbikowice.